# Tsikey Chokling Rinpoché
Tsikey Chokling Rinpoché est un enseignant, écrivain, maître de rituels religieux et maître de méditation de l'école nyingmapa du bouddhisme tibétain.
Né le 29 juillet 1953, Tsikey Chokling Rinpoché a été reconnu par le 16e karmapa comme la quatrième réincarnation du tertön Chokgyur Lingpa  et est détenteur de sa lignée d'enseignements Chokling Tersar,. Il est le maître des cérémonies Vajrayana au monastère de Ka-Nying Shedrup Ling et de plusieurs autres monastères au Népal. Il a également supervisé des monastères, des couvents et des centres de pratique au Tibet, en Inde, au Bhoutan et au Sikkim,. Il a publié deux livres,,,,.
Chokling Rinpoché était le deuxième fils de Tulku Urgyen Rinpoché,,,, un professeur de méditation dzogchen tibétain qui comptait le 16e karmapa parmi ses étudiants. Ses frères sont Chokyi Nyima Rinpoché, Tsoknyi Rinpoché et Mingyur Rinpoché,. Comme son père, son grand-père et lui-même, les deux fils de Chokling Rinpoché ont été reconnus avec le titre "Rinpoché" basé sur leur lignée de réincarnation : Phakchok Rinpoché, la réincarnation et le détenteur de la lignée de la lignée Taklung Kagyu et le réincarnation de Dilgo Khyentsé Rinpoché , Khyentsé Yangsi Rinpoché.
Son frère Chokyi Nyima Rinpoché, l'abbé de Ka-Nying Shedrub Ling, a fait l'annonce qu'à 10h12 heure locale le 18 décembre 2020 à Singapour, Tsikey Chokling Rinpoché "était entré dans un état de thukdam - un état méditatif avancé pratiqué par les maîtres bouddhistes pendant la période intermédiaire après la mort.",. Il a laissé dans le deuil sa femme et ses quatre enfants.

## Activités
Tsikey Chokling Rinpoché, par le biais de sa fondation, la Fondation Chokgyur Lingpa, soutient à la fois de nombreux projets différents, notamment des projets religieux, humanitaires et éducatifs par le biais du Fonds d'éducation monastique. Les projets de soins de santé visent à fournir des traitements dans tout le Népal en cas de besoin, ainsi qu'une amélioration des soins de santé à plus long terme, par le biais de la clinique de soins de santé Vajra Varahi, les camps dentaires et médicaux annuels. La Fondation héberge des équipes de publication par l'intermédiaire de Lhasey Lotsawa Translations & Publications, une équipe croissante de traducteurs. Engagé à rendre plus accessible le Dharma aux autres étudiants du monde entier, la mission est de produire des traductions authentiques et accessibles dans de nombreuses langues.
La Fondation Chokgyur Lingpa construit également Zangdok Palri (un modèle de la terre pure de Padmasambhava , la montagne cuivrée) à Vajravarahi, à l'extérieur de Katmandou , au Népal . La Fondation Chokgyur Lingpa compte un nombre croissant d'organisations à travers le monde ainsi que des étudiants dans de nombreux pays, plus d'une cinquantaine, dont la Malaisie, les États-Unis, la Pologne, Singapour, Hong Kong, l'Indonésie, Taïwan, la Thaïlande, l'Allemagne, le Canada, le Mexique, Brésil, Autriche, Ecosse, Grande-Bretagne et Israël. Chokling Rinpoché était membre du conseil d'administration de l'organisation à but non lucratif Rangjung Yeshe Shenpen, également basée au Népal.

## Tremblement de terre et reconstruction
Le samedi 25 avril 2015, le Népal a subi un tremblement de terre majeur qui a enregistré 7,8 sur l'échelle de Richter. Ce fut le plus grand tremblement de terre depuis au moins 80 ans. Des répliques importantes et nombreuses par centaines ont suivi dans les semaines qui ont suivi ce tremblement de terre. Plusieurs milliers de personnes sont mortes et des centaines de milliers se sont retrouvées sans abri et ont besoin de soins médicaux. Sous la direction de Tsikey Chokling Rinpoché et Phakchok Rinpoché,  et des moines seniors, tous ceux associés à Tsikey Chokling Rinpoche, son monastère et sa fondation au Népal se sont organisés pour aider à reconstruire le Népal,,,,.

## Publications
- Chokling Rinpoche, Lotus Ocean: Seeds of the Sublime Dharma, Rangjung Yeshe Publications, 2001.
- Chokling Rinpoche, The Great Gate: A Guidebook to the Guru's Heart Practice, Dispeller of All Obstacle, Rangjung Yeshe Publications, 2008.  (ISBN 962-7341-04-5).

## Autres lectures
- Moran, Peter. Buddhism Observed: Travelers, Exiles, and Tibetan Dharma in Kathmandu. RoutledgeCurzon, 2004. An anthropological/sociological look at "Western" Buddhist tourists/pilgrims to Boudhanath. Ka-Nying Shedrup Ling, the home of the Chokgyur Lingpa Foundation, is mentioned periodically throughout the text (along with several other area monasteries) and especially the section beginning on page 74.